# Antonio Alarcón Constant
Antonio Alarcón Constant (Aguilar de la Frontera, 23 de noviembre de 1923-Córdoba, 16 de diciembre de 2011) fue un político español. Fue último alcalde franquista de Córdoba durante la dictadura y procurador en Cortes.

## Biografía
Miembro de FET y de las JONS, fue delegado municipal de Ferias y Festejos en la década de 1960. En 1971 fue designado alcalde de Córdoba, sucediendo a Antonio Guzmán Reina; desempeñó el cargo de primer edil hasta el año 1979, cuando fue sustituido por Julio Anguita. Durante su etapa como alcalde, se produjo la muerte del dictador Francisco Franco, así como el periodo de la Transición. Fue procurador de las Cortes franquistas entre los años 1971 y 1977, en representación del cupo de Administraciones locales.
Durante su etapa hubo de hacer frente a numerosas protestas vecinales por los diversos problemas que atravesaba la ciudad, así como al rechazo frontal de la oposición antifranquista. De este periodo también destacó el haber iniciado los trámites para la declaración de la Mezquita-Catedral como Patrimonio de la Humanidad, el primer proyecto de lo que años después sería el «Plan Renfe» o haber salvado de la piqueta el Gran Teatro. Fue la persona que fomentó e impulsó la Federación de Peñas Cordobesas, legado que le dejó el anterior alcalde (Antonio Guzmán Reina). Llegó a ser su segundo presidente y tuvo el reconocimiento de esta Federación al serle impuesto el Potro de Oro.
Falleció en Córdoba el 16 de diciembre de 2011.